# Февр-Пикон, Анук
Анук Февр-Пикон (фр. Anouk Faivre-Picon, род. 18 февраля 1986 года, Понтарлье, Франция) — французская лыжница, участница Олимпийских игр в Сочи. Специализируется в дистанционных гонках.
В Кубке мира Февр-Пикон дебютировала 16 февраля 2008 года, в ноябре 2010 года впервые попала в десятку лучших на этапе Кубка мира, в эстафете. Всего на сегодняшний момент имеет 8 попаданий в десятку лучших на этапах Кубка мира, 7 в командных соревнованиях и 1 в личных гонках. Лучшим достижением Февр-Пикон в общем итоговом зачёте Кубка мира является 51-е место в сезоне 2011-12.
На Олимпийских играх 2014 года в Сочи, стартовала в трёх дисциплинах: скиатлон - 38-е место, масс-старт на 30 км - 17-е место и эстафета - 4-е место.
За свою карьеру принимала участие в одном чемпионате мира, на чемпионате мира 2013 года была 46-й в скиатлоне, 18-й в гонке на 10 км свободным стилем и 6-й в эстафете.
Использует лыжи производства фирмы Madshus, ботинки и крепления Salomon.